# LabelFlash

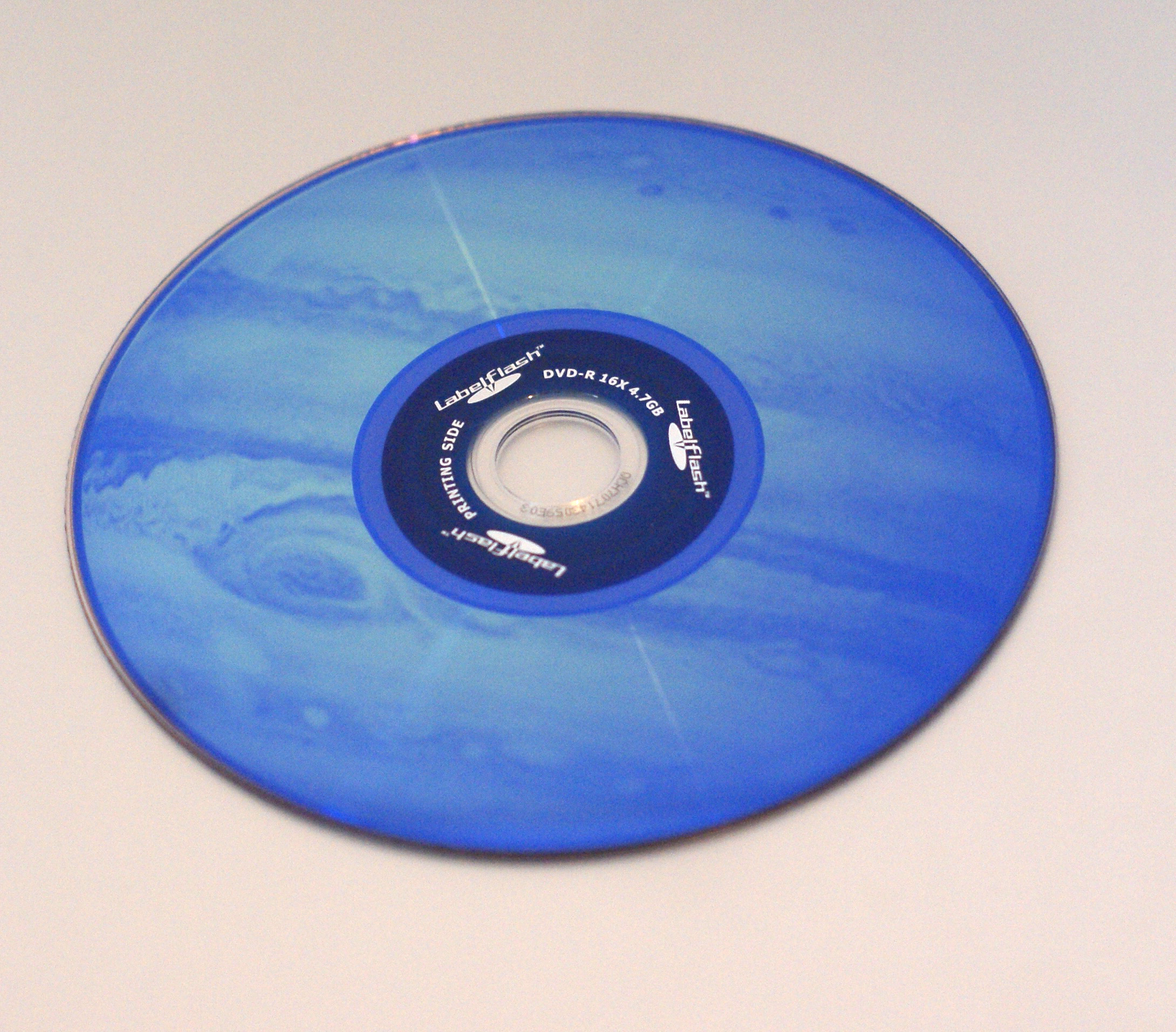
Un DVD gravé avec LabelFlash

Le LabelFlash est une technique de gravure de textes et images sur le dessus des disques optiques (CD et DVD) développée par NEC, Yamaha et Fuji,  officialisée en octobre 2005 pour succeder au DiscT@2 (Tatoo).

## Principe
Ce processus de labellisation de disques permet de personnaliser les DVD de manière à les reconnaître aisément, en gravant les images au dos du disque. Il a pour but de remplacer les étiquettes autocollantes classiques, les inscriptions au feutre, ou l'impression jet d'encre, qui nécessitent tous un matériel spécifique; ici, effectivement, le graveur devient le seul outil nécessaire. Il suffit de graver les données, de sortir le disque pour le retourner et graver le label sur l'autre face.
Le procédé technique consiste comme pour le DiscT@2 à modifier l'utilisation du laser, qui au lieu de graver des données binaires par une succession de creux dans la surface du disque (encodage par modulation), grave le disque pour produire les zones sombres de l'image.
Cette technique permet, tout comme le DiscT@2, de graver aussi la face contenant des données, sur la surface périphérique non utilisées par ces données.

## Caractéristique
L'image est gravée sur un fond bleu vif, en dégradé monochromes.
La gravure nécessite de 5 à 25 minutes, selon la qualité et l'étendue du modèle de label.

## Inconvénients
Les DVD utilisés doivent nécessairement êtres compatibles avec cette technique pour bénéficier de cette labellisation, contrairement à l'ancienne technique DiscT@2 dont le LabelFlash dérive, mais tout comme le concurrent LightScribe.
La lisibilité du label dépend des conditions d'éclairement, contrairement à la technique LightScribe qui utilise une couche sensible mate qui rend l'image nette en toutes circonstances.

## Logiciel compatible
Le site international de Label Flash propose un support technique (documentation, driver, liste des logiciels compatibles). 
Nero depuis la version 7 supporte cette technologie lorsque le logiciel est commercialisé en OEM avec un graveur optique compatible. Tous les versions 8 supporte cette technologie. La version 7 ultra supporte les technologies LabelFlash et DiscT@2 contrairement à la version 7 Premium. Ceci est vrai pour la version européenne mais pas la version Nord Américaine. 
Ulead DVD MovieFactory
Disc Cover 3 pour Mac OS X, disponible sur le Mac App Store.

## Graveurs compatibles
NEC ND-3551A, ND-4551A et ND-4571A. NEC ND-3550A et ND-4550A après mise à jour de firmware.
Sony NEC Optiarc AD-7173, AD-7203, AD-7243, AD-7263, AD-7543, AD-7593, AD-7633, AD-7713H et AD-7913.
Pioneer DVR-111L et DVR-112L. Pioneer DVR-111, DVR-111D, DVR-112D et DVR-A11XL après mise à jour du firmware. 
Buffalo DVSM-XL516FB.
Hitachi-LG Data Storage GH15F, GH40F.